# 成都广东会馆
成都广东会馆，又名南华宫，建于民国初年，位于中国四川省成都市锦江区西糠市街28号，毗邻大慈寺。成都广东会馆原是在成都的广东客商聚会休闲的场所。西糠市街广东会馆是成都城墙内老城中仅有的两处保存至今的会馆建筑之一（另一处为陕西会馆）。由于广东会馆的原因，老成都也称西糠市街为广东馆街。2015年成都广东会馆随远洋太古里项目的开发而得到修缮保护，并在修缮后作为太古里的一处展览场所。广东会馆于2016年被列入成都市历史建筑保护名录，2020年被列入成都市文物保护单位。

## 建筑
成都广东会馆初建年代不详，重建于乾隆三年（1738年），后于民国初年再次重建。广东会馆呈由门房、东厢房、西厢房和戏楼围合而成的四合院格局，建筑尺度明显大于大慈寺街区的其它民居类历史建筑。广东会馆兼具川西及岭南建筑风格，屋顶宽大、立柱粗壮而样式简朴。院落向南开有天井，北面为厚实的墙体。会馆内有绘制了潮剧故事的花砖墙，其材料皆自广东运来。

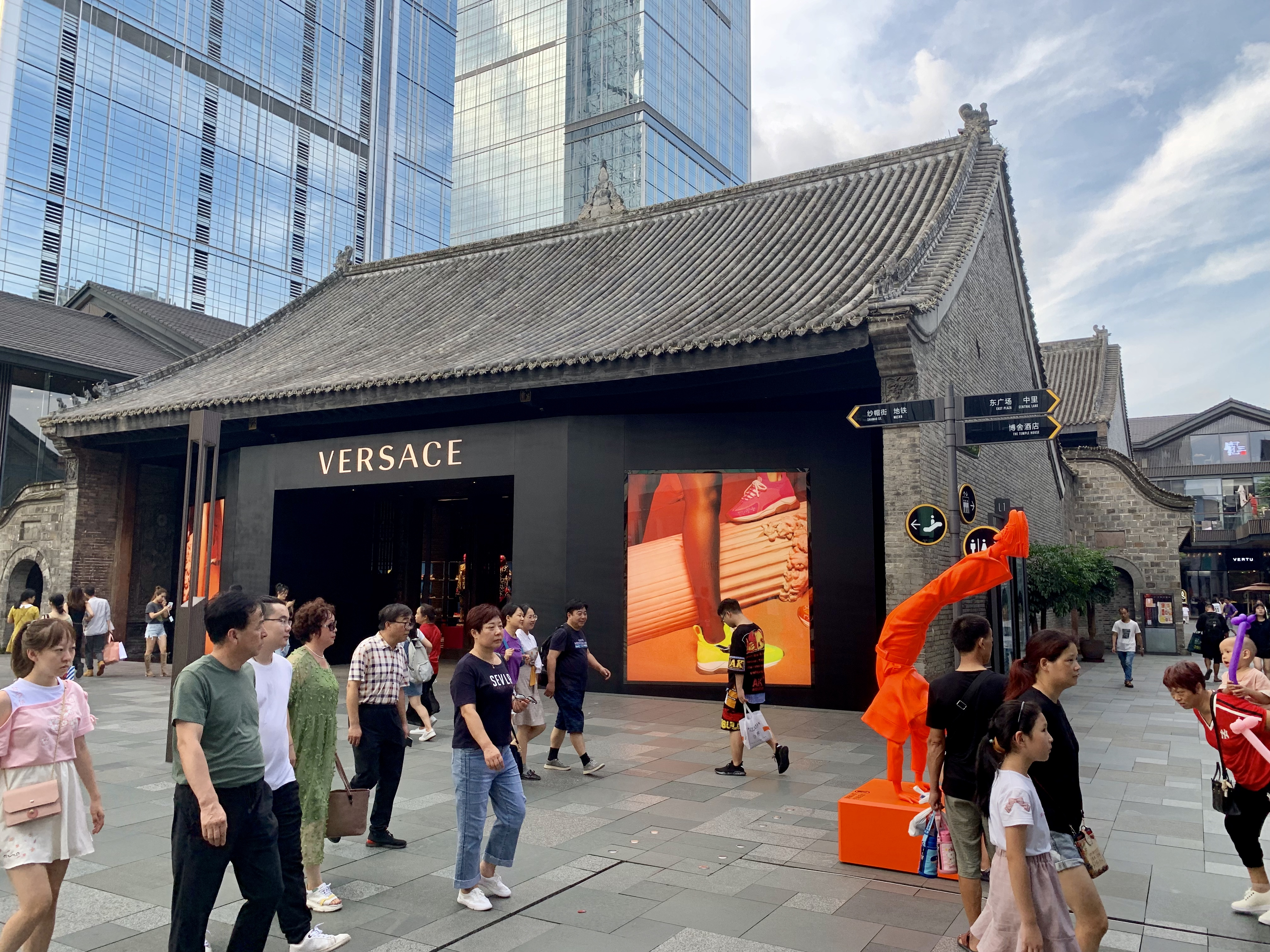
正立面（正在进行的宣传活动）
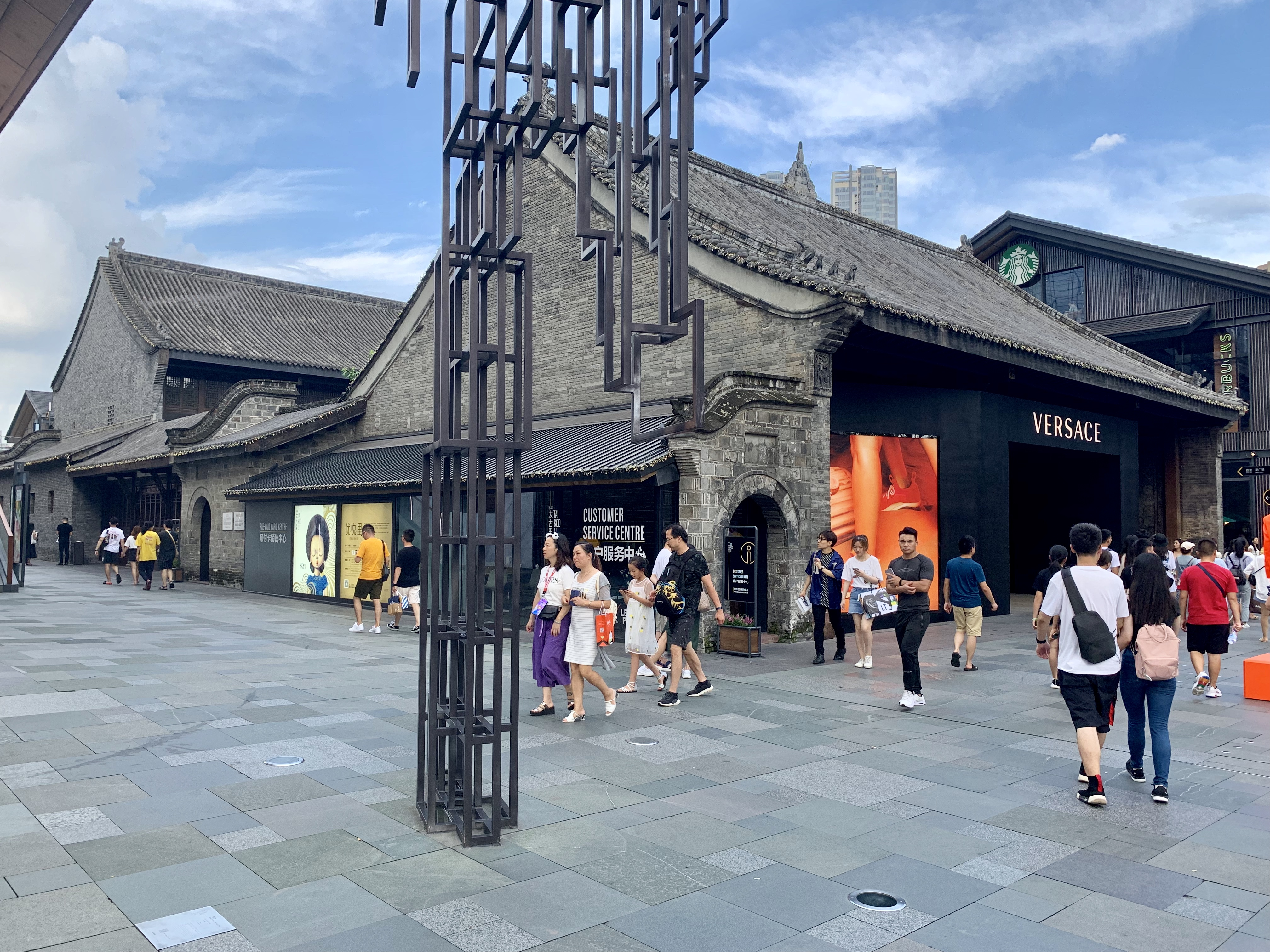
侧面
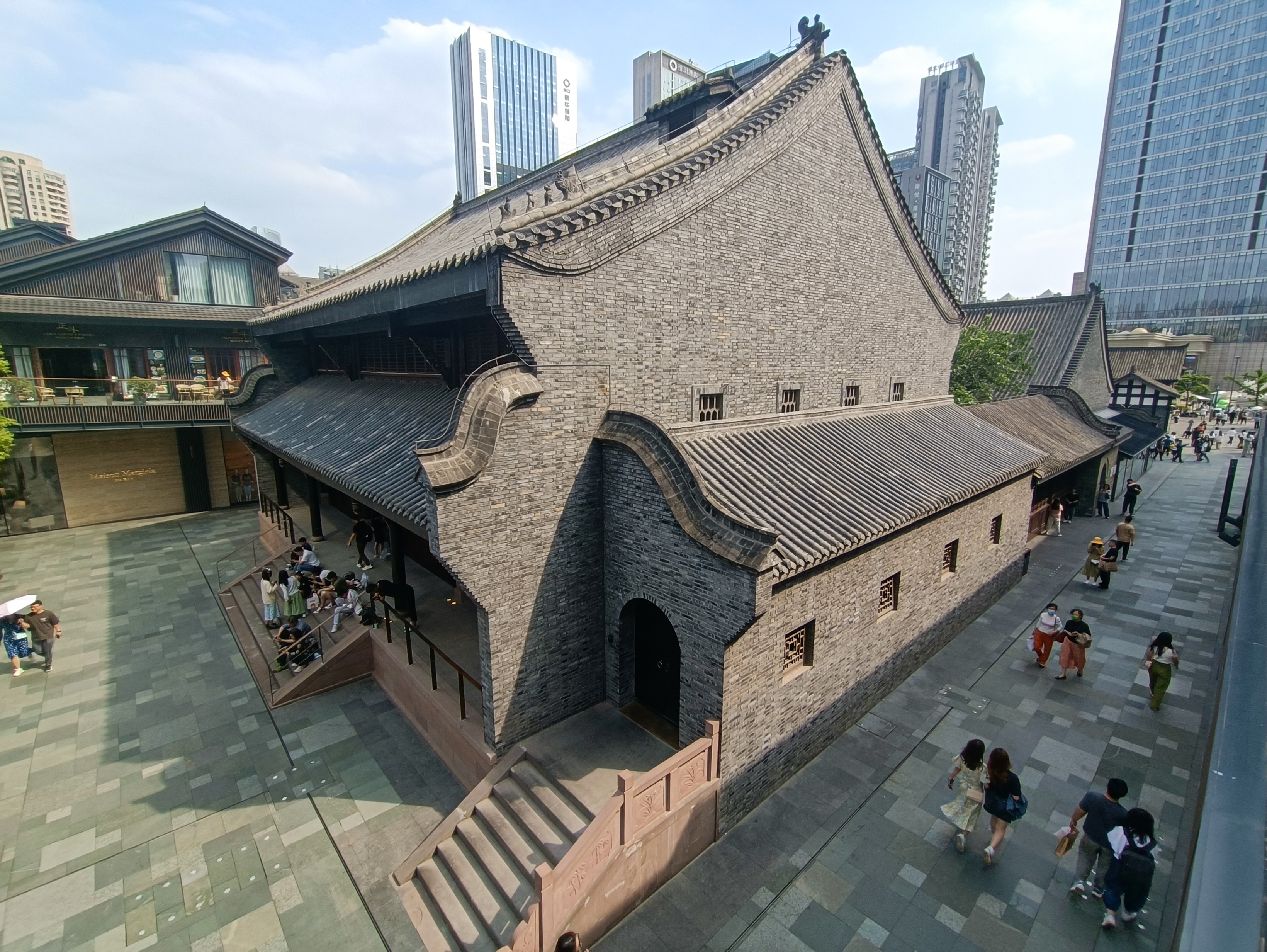
侧后方